# جوزف برسفورد
جوزف برسفورد (به انگلیسی: Joseph Beresford) بازیکن فوتبال زادهٔ ۲۶ فوریه ۱۹۰۶ اهل کشور انگلستان بود که سابقهٔ بازی در تیم ملی فوتبال انگلستان را در کارنامهٔ خود دارد. وی در تاریخ ۱۶ مه ۱۹۳۴ تنها بازی ملی خود را در مقابل تیم ملی فوتبال چکسلواکی انجام داد.